# Musée Nikola-Tesla
Le Musée Nikola-Tesla (en serbe cyrillique : Музеј Николе Тесле ; en serbe latin : Muzej Nikole Tesle) est un musée de Belgrade, la capitale de la Serbie. Consacré à l'inventeur et ingénieur d'origine serbe Nikola Tesla (1856-1943), il a été créé en 1952. Le musée est installé dans l'ancienne maison de Đorđe Genčić, construite entre 1927 et 1929 par l'architecte Dragiša Brašovan dans un style académique modernisé ; en raison de sa valeur architecturale, le bâtiment est classé sur la liste des biens culturels de la Ville de Belgrade.

## Collections
Le musée de Belgrade est le seul musée au monde consacré à Nikola Tesla ; il possède une importante collection : plus de 160 000 documents originaux, plus de 2 000 livres et journaux, 1 000 objets, historiques ou scientifiques, 1 500 photographies et 1 000 plans et dessins.
Le musée est d'abord un mémorial : il conserve toutes sortes de souvenirs personnels (certificat de naissance, diplômes, passeport, etc.). Des photographies illustrent la vie du savant : on le voit avec Albert Einstein, Lord Kelvin, Wilhelm Conrad Röntgen ou encore Mihailo Pupin. Les documents concernant sa mort à New York en 1943 sont conservés dans une vitrine ; une urne contenant ses cendres est également exposée au musée.
Deux salles sont consacrées aux inventions de Nikola Tesla autour de l'électricité. On y trouve toutes sortes de documents ainsi que des modèles interactifs qui permettent de familiariser le visiteur aux découvertes du savant.

## Galerie d’illustrations

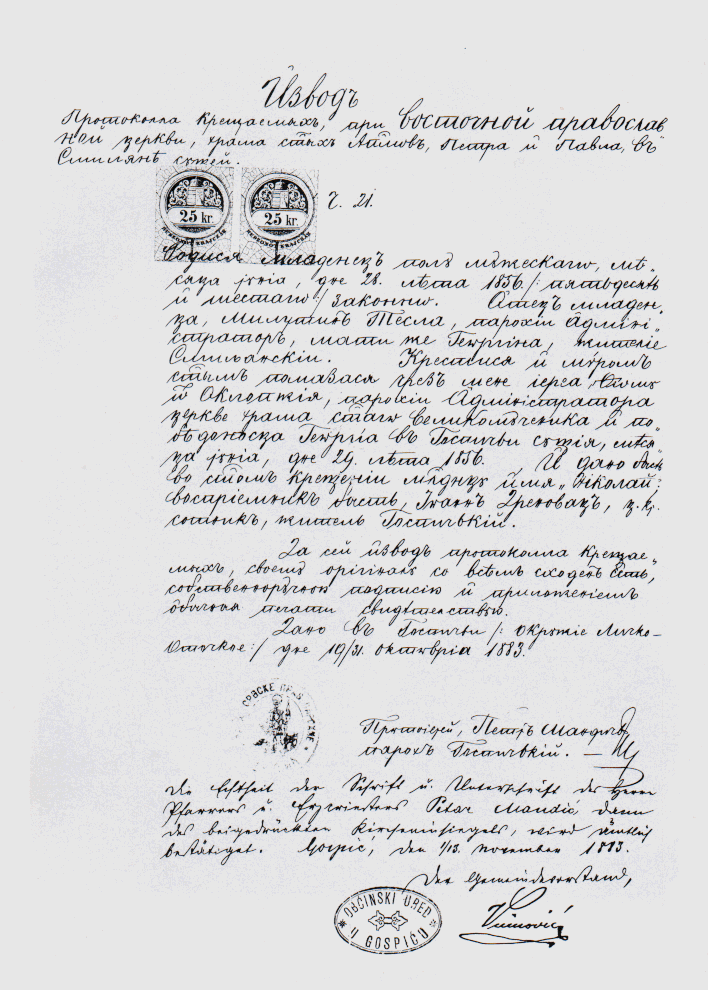
Le certificat de baptême de Nikola Tesla.
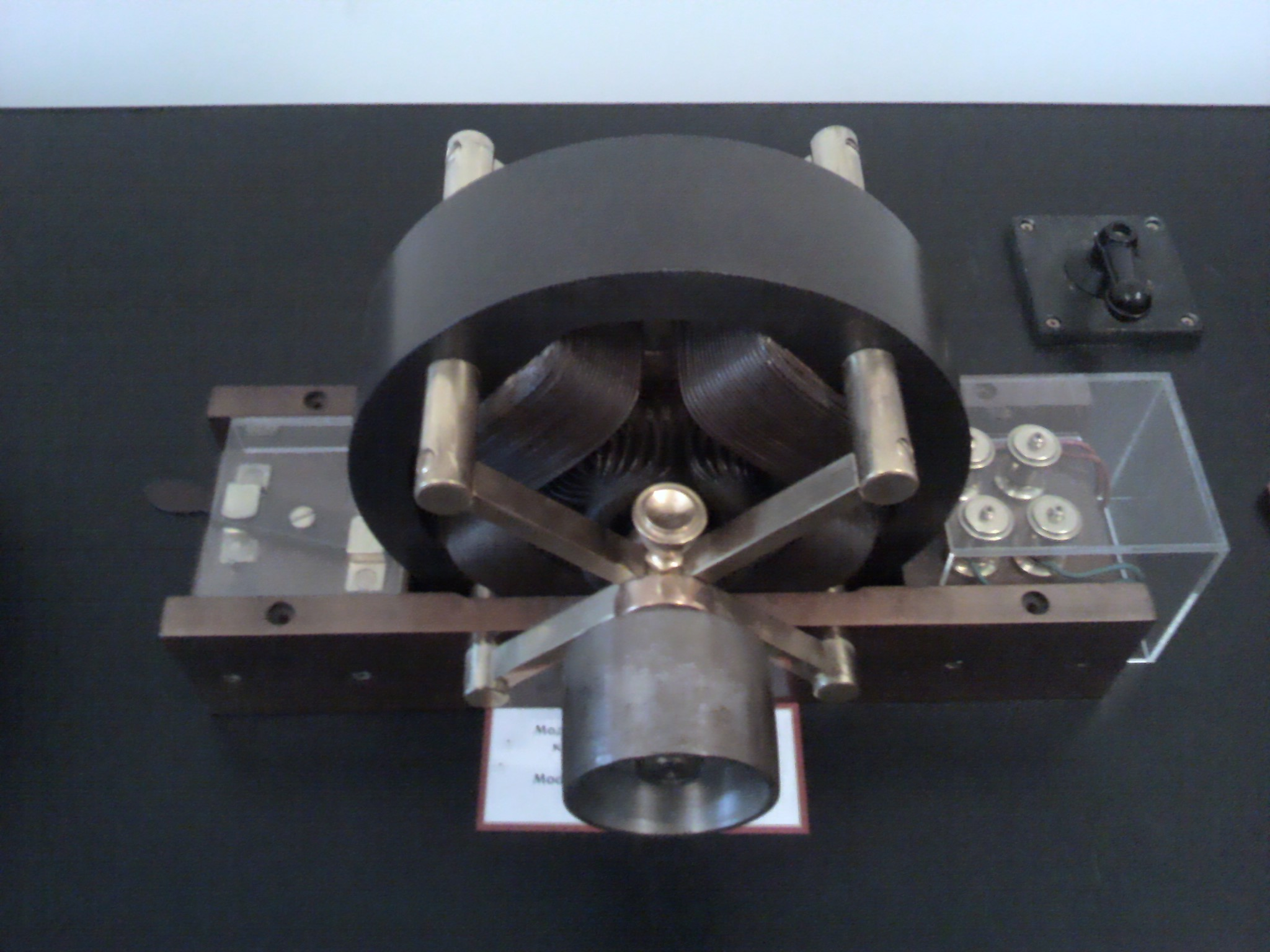
Moteur à induction.
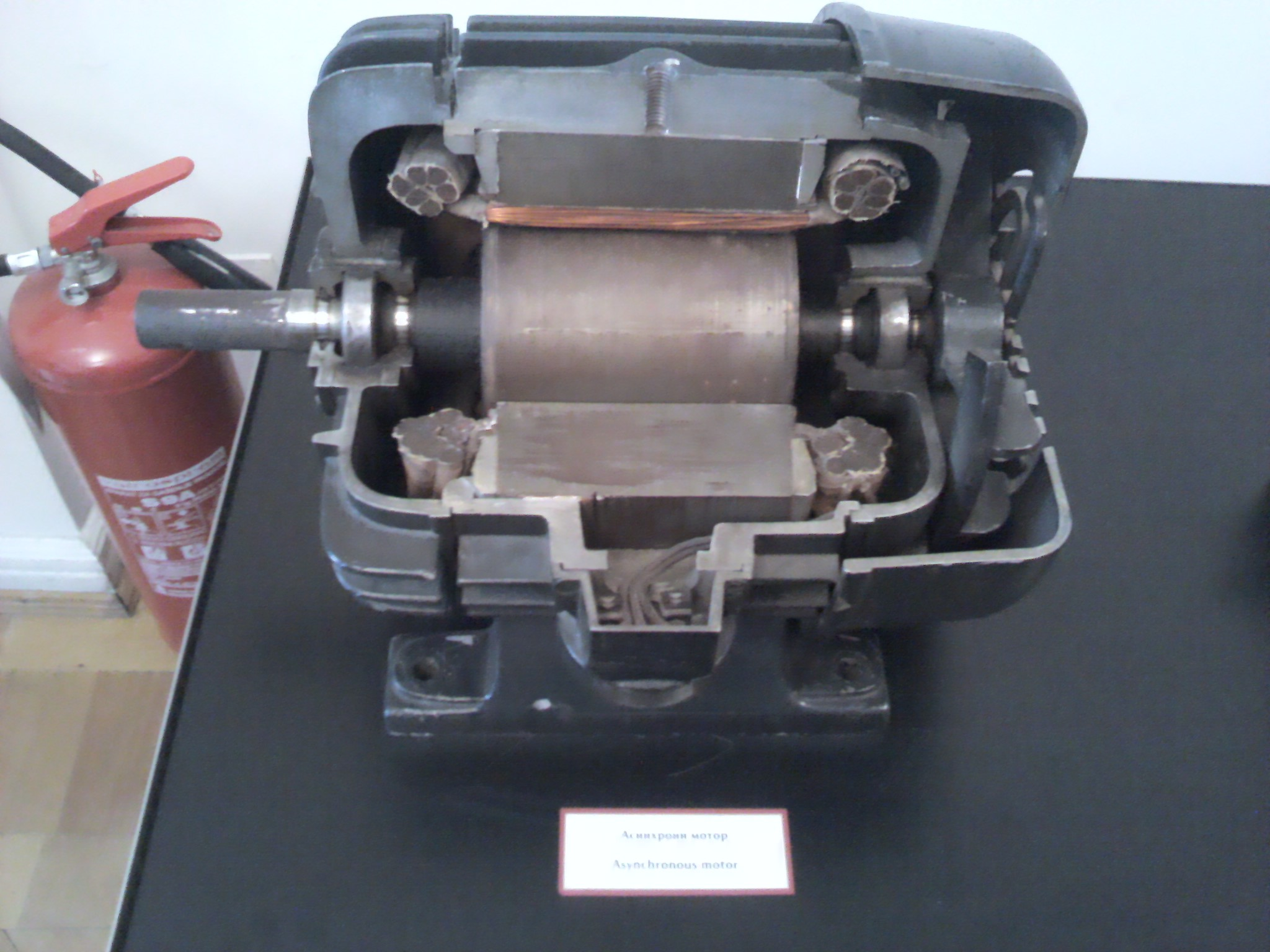
Moteur asynchrone.
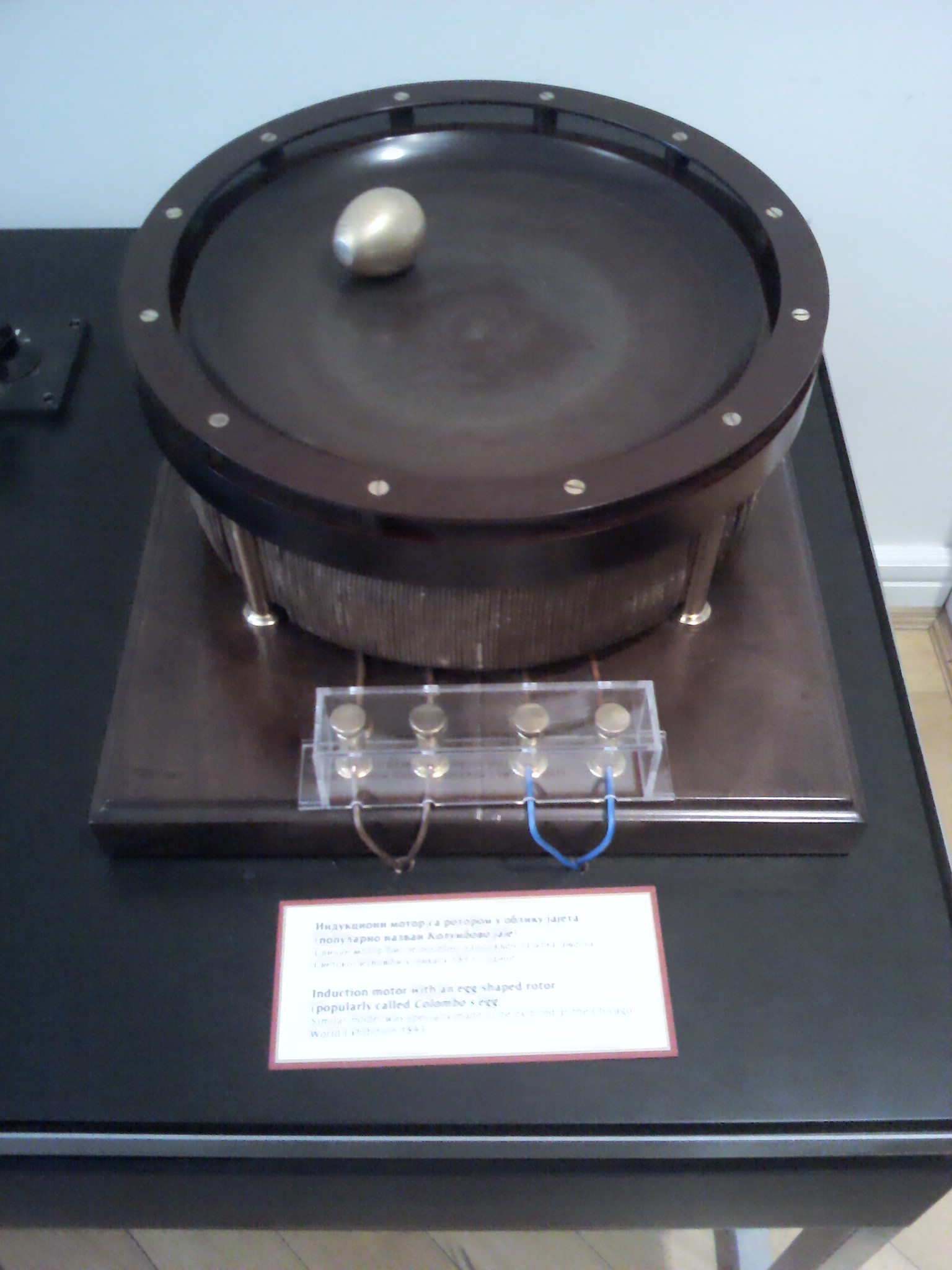
Œuf de Colomb de Tesla.
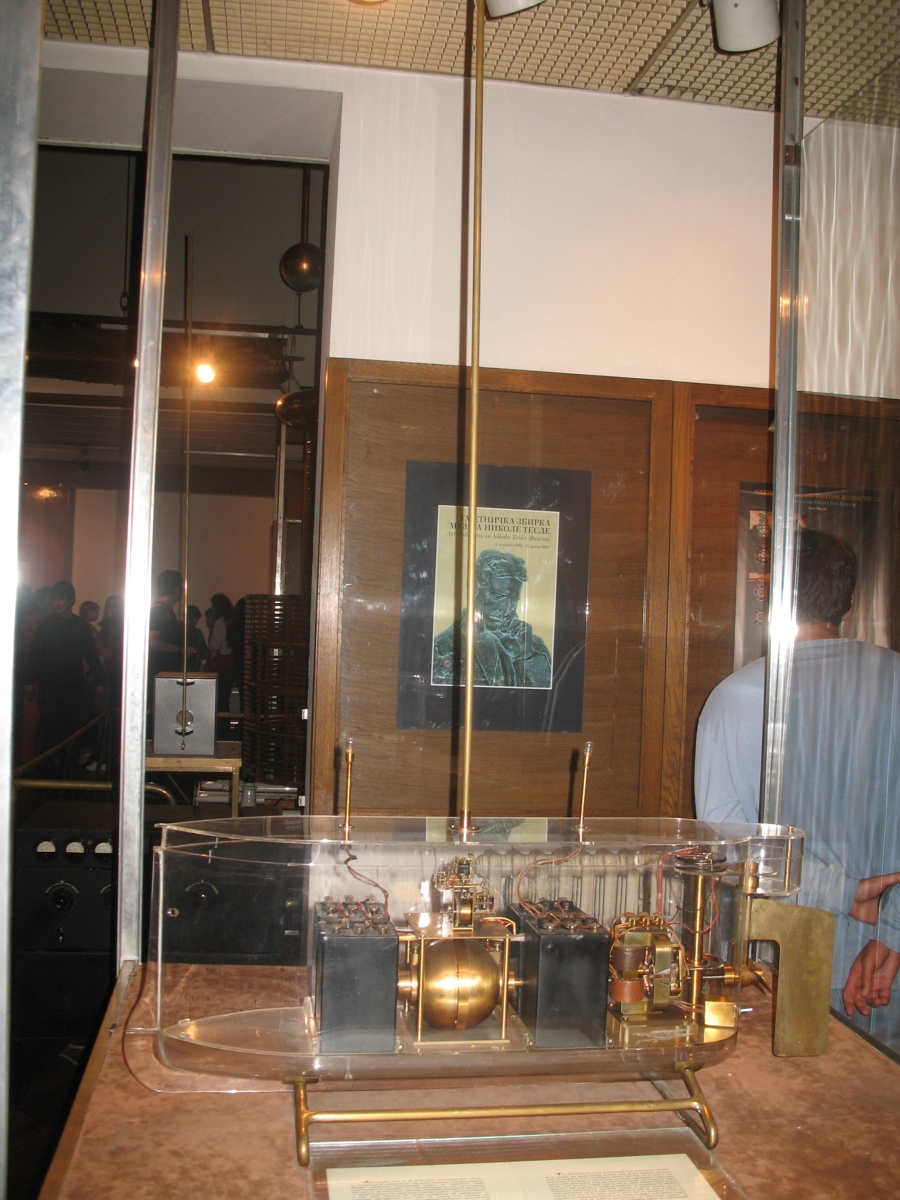
Modèle de bateau radiocommandé.
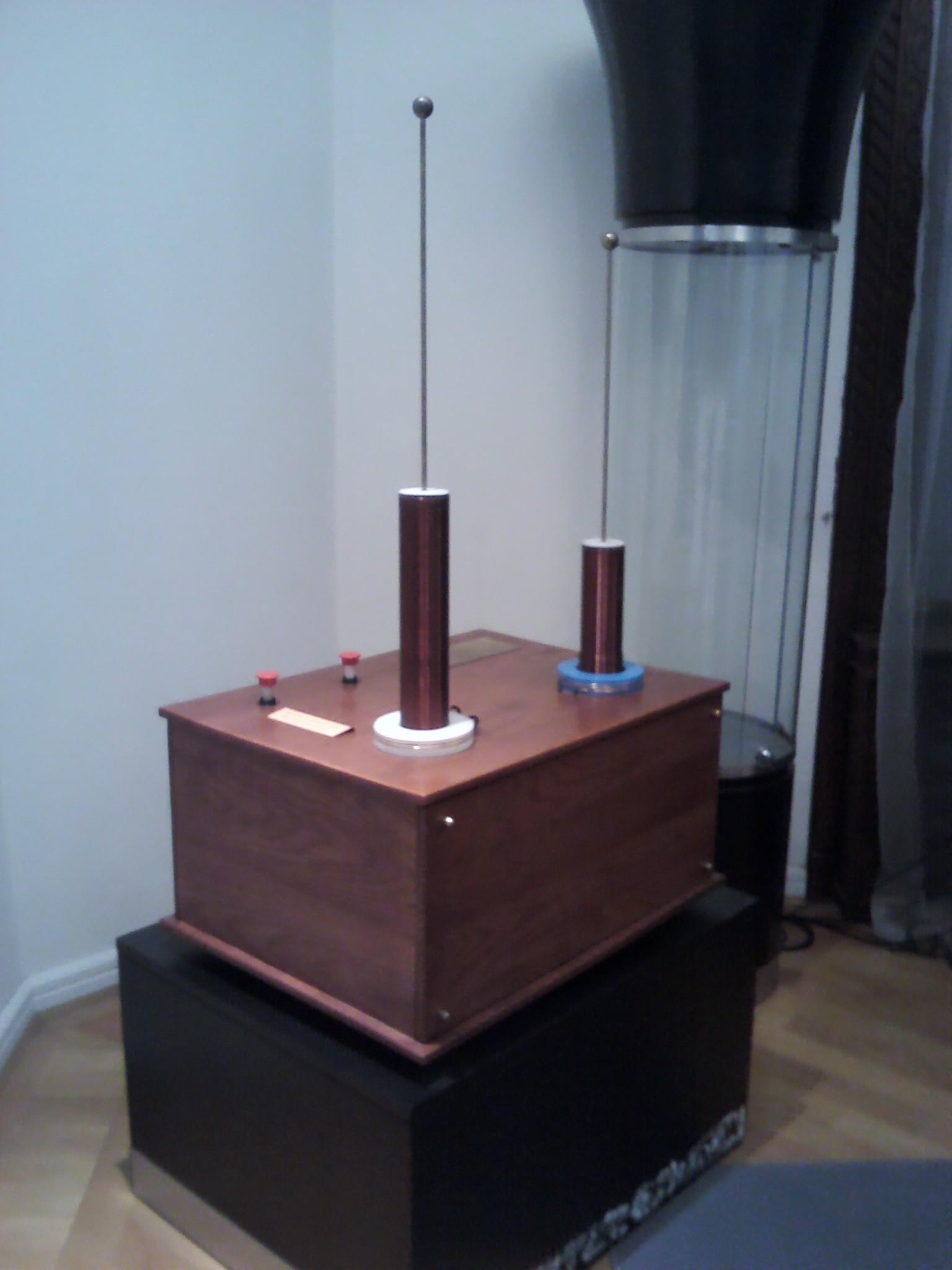
Radiocommande du bateau.
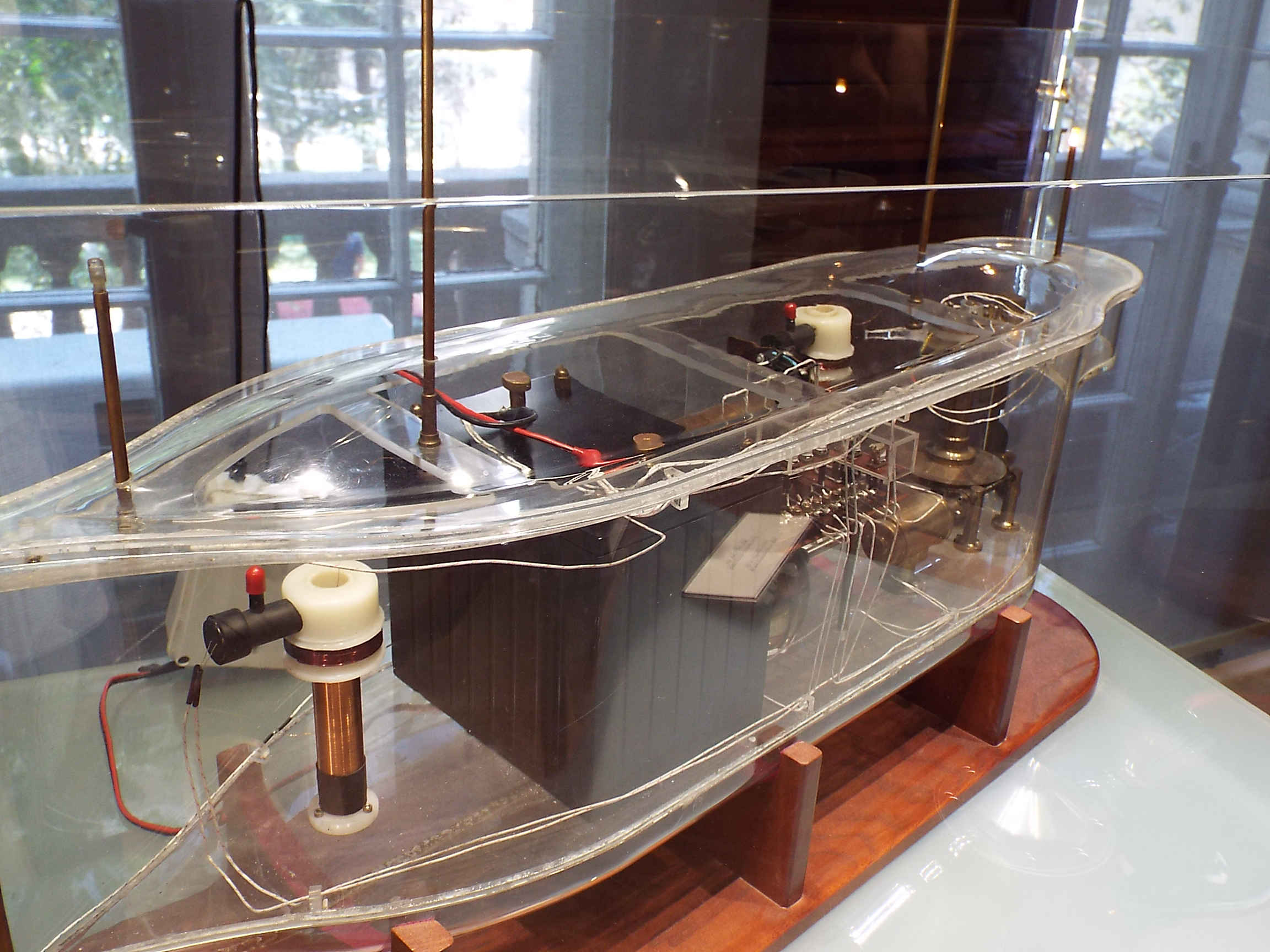
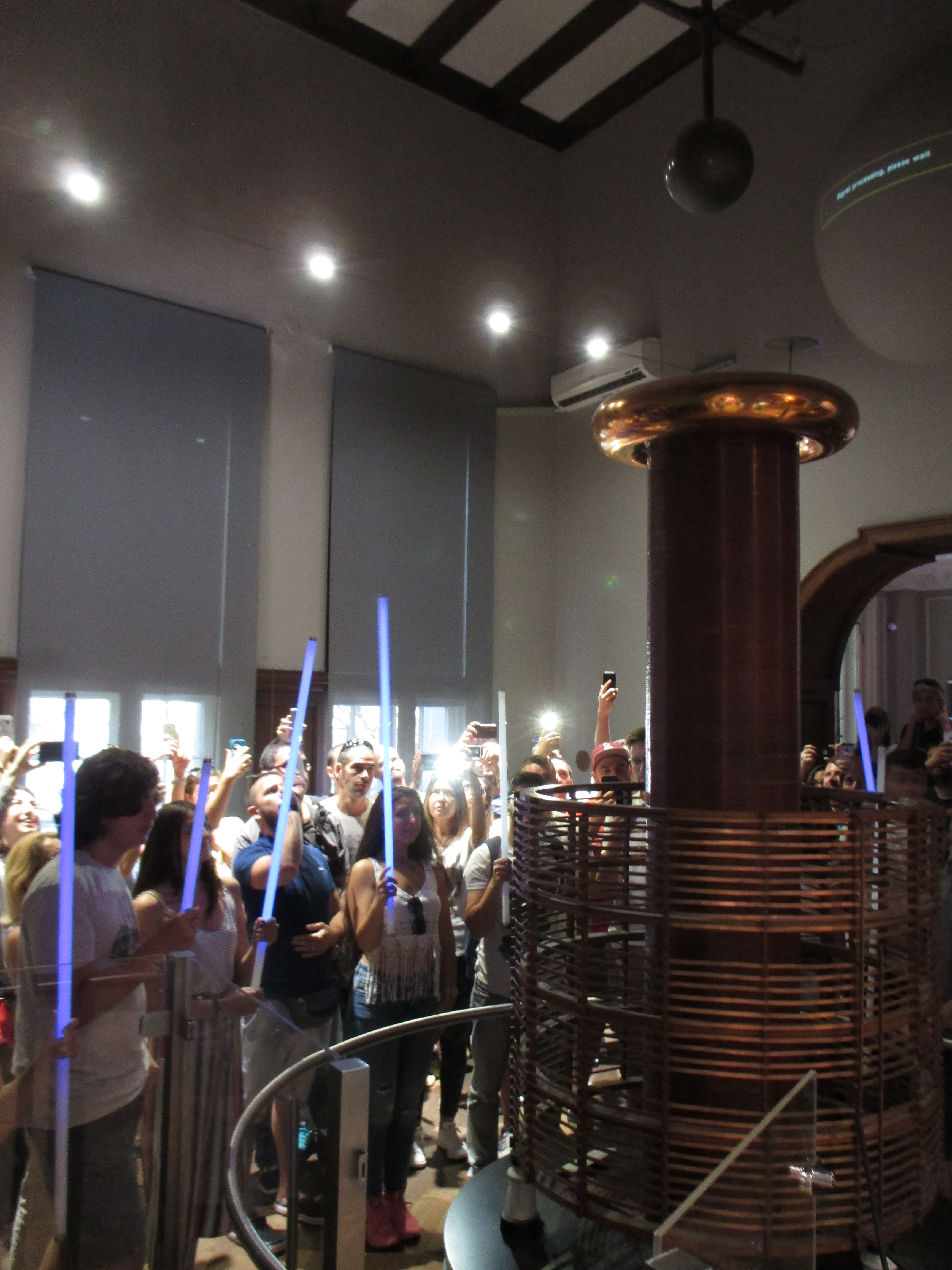
Bobine Tesla lors d'une démonstration.
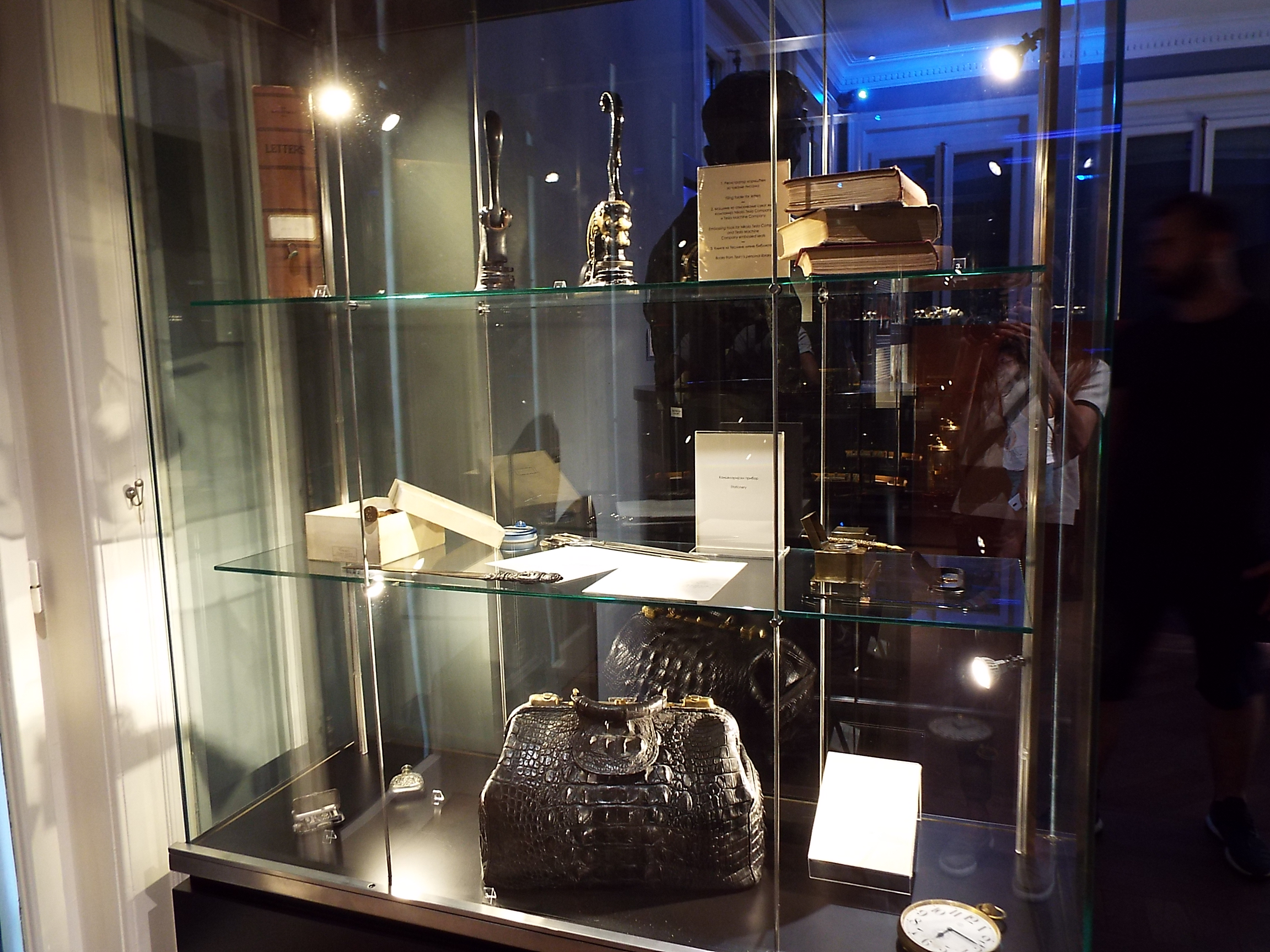
Effets personnels de Nikola Tesla.
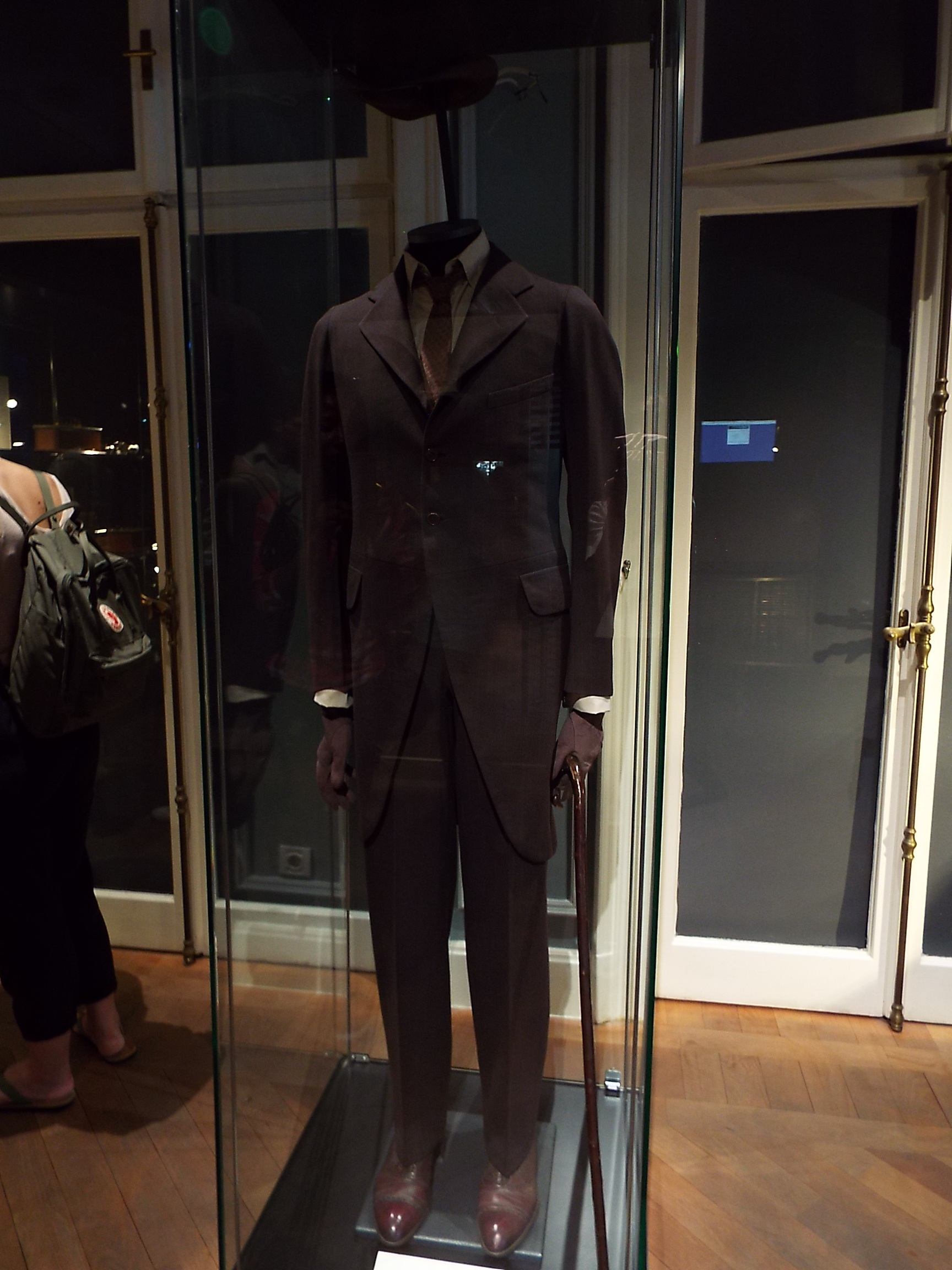
Costume de Nikola Tesla.